# Неокесария (дем Катерини)
Неокесария (на гръцки: Νεοκαισάρεια) е село в Северна Гърция, в дем Катерини, област Централна Македония. 

## География
Селото е разположено на 8 km западно от Катерини, на пътя за Тесалия.

## История
Селото е основано от понтийски гърци, бежанци от Кайсери (Кесария) през 20-те години на XX век. На гръцки името означава Нова Кесария. Първоначално е броено към Своронос (Колокури).
| Година    | 1913 | 1920 | 1928 | 1940 | 1951 | 1961 | 1971 | 1981 | 1991 | 2001 | 2011 | 2021 |
| --------- | ---- | ---- | ---- | ---- | ---- | ---- | ---- | ---- | ---- | ---- | ---- | ---- |
| Население |      |      |      | 569  | 859  | 790  | 480  | 527  | 465  | 379  | 445  | 339  |